# Una stella di affascinante felicità
Una stella di affascinante felicità (Звезда пленительного счастья) è un film del 1975 diretto da Vladimir Jakovlevič Motyl'.

## Trama
La rivolta in Piazza del Senato fu soppressa. Cinque decabristi furono giustiziati. Molti dei sopravvissuti sono andati con le loro mogli in Siberia.